# Jeffreysina elatior
Jeffreysina elatior is een slakkensoort uit de familie van de Rissoellidae. De wetenschappelijke naam van de soort is voor het eerst geldig gepubliceerd in 1987 door Golikov, Gulbin & Sirenko.